# كيت كاميرون
كيت كاميرون هي لاعبة كرلنغ كندية، ولدت في 22 أكتوبر 1991 في وينيبيغ في كندا.